# Albedo (Schiff)
Die Albedo war ein unter der Flagge Malaysias fahrendes Containerschiff. Es wurde im November 2010 im Indischen Ozean von somalischen Piraten entführt und sank Anfang Juli 2013 vor der somalischen Küste.

## Geschichte
Das Schiff wurde unter der Baunummer 372 auf der MTW Schiffswerft in Wismar mit dem Namen Universal Bahana für die indonesische Reederei PT Bahana Utama Line gebaut. Die Kiellegung fand am 23. Januar, der Stapellauf am 20. November 1992 statt. Die Ablieferung erfolgte am 3. März 1993.
Die Universal Bahana war das zweite von zwei baugleichen auf der MTW-Werft gefertigten Schiffen, die beide an die PT Bahana Utama Line gingen. Der Schiffsentwurf stammte von der Sietas-Werft in Hamburg-Neuenfelde, wo bereits 1990 drei nahezu baugleiche Schiffe entstanden waren. Weitere drei Einheiten lieferte Sietas im Jahr 1994 ab. Die sechs bei Sietas gefertigten Einheiten werden als Sietas Typ 146 bezeichnet. Sie waren im Gegensatz zu den zwei in Wismar gebauten Schiffen mit jeweils zwei Ladekränen ausgerüstet. 
Das Schiff wurde ab 1996 mehrfach weiterverkauft, wodurch sich sein Name mehrfach änderte. Zuletzt fuhr es als Albedo für eine malayische Reederei.

### Entführung
Am Morgen des 26. November 2010 wurde das Schiff im Indischen Ozean etwa 900 Seemeilen östlich von Mogadischu von somalischen Piraten gekapert. An Bord des Schiffes, das sich mit Containern auf der Reise von Dschabal Ali nach Mombasa befand, waren 23 Seeleute aus Pakistan, Bangladesch, Sri Lanka und dem Iran. Andere Quellen sprechen auch von zwei indischen Seeleuten an Bord des Schiffes.
Für die Freilassung des Schiffes wurden von den Piraten 10 Millionen US-Dollar gefordert. In einer anderen Quelle ist von 8 Millionen US-Dollar Lösegeld die Rede.
Da das Lösegeld von der Reederei nicht aufgebracht werden konnte, wurden schließlich noch 2,85 Millionen US-Dollar für die Freilassung der Seeleute gefordert. Sieben pakistanische Seeleute kamen Anfang August 2012 gegen Zahlung eines Lösegeldes in Höhe von 1,2 Millionen US-Dollar frei. Ein Seemann kam während der Geiselhaft ums Leben. Er soll bereits kurz nach der Entführung des Schiffes an Cholera gestorben oder von den Piraten erschossen worden sein.
Das Schiff sank am 6. oder 7. Juli 2013 in schwerer See. Das Wrack des Schiffes liegt im flachen Wasser vor der somalischen Küste, Teile des Deckshauses und des Mastes am Bug ragen noch aus dem Wasser. Das Schicksal der noch 15 Seeleute an Bord ist unklar. Vier Seeleute und sieben Piraten sollen beim Untergang des Schiffes ums Leben gekommen sein, 13 weitere Männer seien laut einem Sprecher der Piraten vermisst.
Zwei leere Rettungsboote des Schiffes wurden später rund 14 Seemeilen nördlich der Untergangsstelle an der somalischen Küste angespült. Die Albedo galt als das letzte größere Schiff, das sich noch in der Hand somalischer Piraten befand.
Nach jahrelangen Verhandlungen wurden die letzten verbliebenen elf Geiseln am 6. Juni 2014 von den somalischen Piraten gegen Zahlung eines Lösegeldes in Höhe von rund 1 Mio. US-$ freigelassen. Zusammen mit Mitarbeitern einer internationalen Hilfsorganisation konnten alle Geiseln über Kenia wieder in ihre Heimat zurückkehren. Alle Geiseln berichteten von Misshandlungen und Folterungen durch die Piraten.

## Technische Daten und Ausstattung
Der Antrieb des insgesamt 157,69 m langen Schiffs (147,20 m Lpp, 148,04 m registrierte Länge) erfolgte durch einen Sechszylinder-Viertakt-Dieselmotor des Herstellers Krupp Mak Maschinenbau (Typ: 6 M 601 C) mit einer Leistung von 6.600 kW. Der Motor wirkte auf einen Verstellpropeller. Das Schiff erreichte damit eine Geschwindigkeit von 17 kn. Im Bug des Schiffes befand sich eine Querstrahlsteueranlage mit einer Leistung von 600 kW.
Für die Stromversorgung stand ein Wellengenerator mit einer Scheinleistung von 1.250 kVA sowie drei Dieselgeneratoren mit jeweils 385 kVA zur Verfügung. Ferner war ein Notgenerator mit einer Scheinleistung von 300 kVA verbaut.
Die Containerkapazität des Schiffes betrug 1.066 TEU. Bei homogener Beladung mit 14 Tonnen schweren Containern betrug die Kapazität noch 755 TEU. Der Schüttgutraum war mit 20.462 m³, der Ballenraum mit 19.831 m³ beschrieben.
Das Deckshaus befand sich ganz hinten im Heckbereich des Schiffes.